# 青木和雄 (作家)
青木 和雄（あおき かずお、1930年 - ）は、日本の児童文学作家。

## 略歴
神奈川県横浜市出身。早稲田大学第一文学部心理学科卒業。横浜市教育委員会指導主事、横浜市立小学校校長を経て、教育カウンセラーとなる。カウンセラーとしての経験を生かし、いじめや児童虐待をテーマにした児童書を多数出版。

## 著作
- 『ハートボイス いつか翔べる日』 （金の星社）
- 『ハッピーバースデー 命かがやく瞬間』 （金の星社）
- 『ハードル 真実と勇気の間で』 （金の星社）
- 『ハードル2』 （金の星社）
- 『HELP! キレる子どもたちの心の叫び』 （金の星社）
- 『イソップ True Friends』 （金の星社）
- 『アナザーヴィーナス』 （吉富多美と共著、金の星社）